# Białuń Wąskotorowy
Białuń Wąskotorowy – zlikwidowany przystanek stargardzkiej kolei wąskotorowej w Białuniu, w województwie zachodniopomorskim, w Polsce. Przystanek został zamknięty 10 czerwca 2001 roku.